# Ezequiel Garay
Ezequiel Marcelo Garay (Rosario, 10 ottobre 1986) è un ex calciatore argentino, di ruolo difensore.

## Biografia
Dal 2011 è sposato con la valletta e presentatrice di Telecinco Tamara Gorro.

## Carriera

### Club
Debuttò nel 2004 nel Newell's Old Boys. Nel torneo seguente riuscì anche a segnare un gol nel classico della città di Rosario contro il Central, prima di trasferirsi durante il calciomercato invernale nel Racing Santander. Nell'ultima stagione ha siglato 10 gol di cui 7 su rigore, in 30 partite disputate; ha inoltre segnato due penalty nella partita contro il Real Madrid, contribuendo in modo determinante alla vittoria della sua squadra per 2-1.
Il 19 maggio 2008, a meno di ventiquattr'ore dalla fine della stagione, viene acquistato proprio dai madrileni per 10 milioni di euro, ma rimane a Santander un altro anno con la formula del prestito. Dal giugno 2009 veste definitivamente la maglia dei Blancos, dove disputa 25 partite siglando 1 rete.

#### Benfica
Il 16 luglio 2011, il Benfica annuncia l'acquisto del centrale argentino per 5 milioni di euro. Soprattutto durante la stagione 2013-2014 Garay si mette in mostra, formando con Luisão la coppia difensiva titolare dei lusitani e conquistando campionato e coppa nazionale, raggiungendo inoltre la finale di Europa League (poi persa contro il Siviglia).

#### Zenit San Pietroburgo

##### 2014-2015
Il 25 giugno 2014 firma un contratto quinquennale con lo Zenit San Pietroburgo lasciando il Benfica dopo tre stagioni per una cifra stimata di 15 milioni di euro di cui la metà va al Real Madrid come da precedenti accordi. La prima presenza la trova il 30 luglio nella gara d'andata degli spareggi di Champions League persa 1-0 sul campo dell'Apoel Limassol. Il 2 agosto trova la prima presenza nella prima giornata di campionato nella partita vinta 4-0 sul campo dell'Arsenal Tula. Il 6 dicembre segna il suo primo gol con i russi nel 4-0 contro il Krasnodar. Il 19 febbraio 2015 trova la prima presenza con la maglia dei russi in Europa League nella partita vinta per 1-0 contro gli olandesi del PSV e nell'occasione tocca quota 300 presenze in carriera fra i vari club. Il 17 maggio vince il suo primo trofeo con la maglia dello Zenit, aggiudicandosi il campionato russo con due turni d'anticipo in virtù del pareggio per 1-1 sul campo dell'Ufa. Colleziona in tutto 42 presenze e 1 gol.

##### 2015-2016
Inizia la nuova stagione vincendo il secondo trofeo con la squadra russa, ovvero la Supercoppa russa battendo in finale la Lokomotiv Mosca ai calci di rigore dopo che i tempi regolamentari e supplementari si erano chiusi sul punteggio di 1-1. Trova il primo gol stagionale il 21 novembre nella partita giocata in casa e vinta 3-0 contro l'Ural e si ripete il 3 dicembre nell'1-1 con l'Ufa. In campionato la squadra arriva terza, in Champions viene eliminata agli ottavi dalla sua ex squadra, il Benfica, e vince la Coppa di Russia contro il CSKA Mosca per 1-4. In questa stagione mette insieme 28 presenze e 2 gol.
Complessivamente con la maglia dello Zenit ha giocato 70 partite e segnato 3 gol in due stagioni.

#### Valencia e ritiro
Il 31 agosto 2016 viene ceduto per 25 milioni di euro al Valencia con cui firma un contratto quadriennale. Nel settembre successivo fa il suo esordio con la squadra in Liga contro il Real Betis, nell'occasione realizza il gol del momentaneo 2-2 al minuto 78.
Nel febbraio 2020 subisce una rottura del legamento crociato sinistro, che gli fa concludere la stagione anzitempo. Nel luglio successivo rimane così svincolato.
Dopo essere stato svincolato per una stagione intera, il 16 luglio 2021 annuncia il proprio ritiro dal calcio giocato a causa di un continuo problema a un fianco che lo tormenta da tre anni.

### Nazionale
Il 18 maggio 2007 è stato convocato per la prima volta dalla nazionale argentina. Il debutto ufficiale avviene il 22 agosto 2007 nell'amichevole di Oslo contro la Norvegia.
Con la albiceleste prende parte, senza però mai scendere in campo, alla Copa América 2011. Disputa il Mondiale 2014 tenutosi in Brasile, giocando ogni partita da titolare.

## Statistiche

### Presenze e reti nei club
Statistiche aggiornate al 29 marzo 2020.
| Stagione                | Squadra                 | Campionato              | Campionato | Campionato | Coppe nazionali | Coppe nazionali | Coppe nazionali | Coppe continentali | Coppe continentali | Coppe continentali | Altre coppe | Altre coppe | Altre coppe | Totale | Totale |
| Stagione                | Squadra                 | Comp                    | Pres       | Reti       | Comp            | Pres            | Reti            | Comp               | Pres               | Reti               | Comp        | Pres        | Reti        | Pres   | Reti   |
| ----------------------- | ----------------------- | ----------------------- | ---------- | ---------- | --------------- | --------------- | --------------- | ------------------ | ------------------ | ------------------ | ----------- | ----------- | ----------- | ------ | ------ |
| 2004-2005               | Newell's Old Boys       | PD                      | 14         | 1          | -               | -               | -               | -                  | -                  | -                  | -           | -           | -           | 14     | 1      |
| 2005-2006               | Racing Santander        | PD                      | 7          | 0          | CR              | -               | -               | -                  | -                  | -                  | -           | -           | -           | 7      | 0      |
| 2006-2007               | Racing Santander        | PD                      | 31         | 9          | CR              | 0               | 0               | -                  | -                  | -                  | -           | -           | -           | 31     | 9      |
| 2007-2008               | Racing Santander        | PD                      | 22         | 3          | CR              | 7               | 2               | -                  | -                  | -                  | -           | -           | -           | 29     | 5      |
| 2008-2009               | Racing Santander        | PD                      | 24         | 2          | CR              | 2               | 0               | CU                 | 4                  | 0                  | -           | -           | -           | 30     | 2      |
| Totale Racing Santander | Totale Racing Santander | Totale Racing Santander | 84         | 14         |                 | 9               | 2               |                    | 4                  | 0                  |             | -           | -           | 97     | 16     |
| 2009-2010               | Real Madrid             | PD                      | 20         | 1          | CR              | 0               | 0               | UCL                | 3                  | 0                  | -           | -           | -           | 23     | 1      |
| 2010-2011               | Real Madrid             | PD                      | 5          | 0          | CR              | 2               | 0               | UCL                | 1                  | 0                  | -           | -           | -           | 8      | 0      |
| Totale Real Madrid      | Totale Real Madrid      | Totale Real Madrid      | 25         | 1          |                 | 2               | 0               |                    | 4                  | 0                  |             | -           | -           | 31     | 1      |
| 2011-2012               | Benfica                 | PL                      | 24         | 2          | CP+CdL          | 3+3             | 0               | UCL                | 7                  | 0                  | -           | -           | -           | 41     | 2      |
| 2012-2013               | Benfica                 | PL                      | 27         | 1          | CP+CdL          | 3+1             | 0               | UCL+UEL            | 6+8                | 1+0                | -           | -           | -           | 45     | 2      |
| 2013-2014               | Benfica                 | PL                      | 27         | 6          | CP+CdL          | 5+3             | 0               | UCL+UEL            | 6+8                | 0+2                | -           | -           | -           | 49     | 8      |
| Totale Benfica          | Totale Benfica          | Totale Benfica          | 78         | 9          |                 | 18              | 0               |                    | 39                 | 3                  |             | -           | -           | 135    | 12     |
| 2014-2015               | Zenit                   | PL                      | 26         | 1          | KR              | 1               | 0               | UCL+UEL            | 10+5               | 0                  | -           | -           | -           | 42     | 1      |
| 2015-2016               | Zenit                   | PL                      | 20         | 2          | KR              | 2               | 0               | UCL                | 6                  | 0                  | SR          | 0           | 0           | 28     | 2      |
| 2016-2017               | Zenit                   | PL                      | 4          | 0          | KR              | 0               | 0               | UEL                | 0                  | 0                  | SR          | 1           | 0           | 5      | 1      |
| Totale Zenit            | Totale Zenit            | Totale Zenit            | 50         | 3          |                 | 3               | 0               |                    | 21                 | 0                  |             | -           | -           | 75     | 3      |
| 2016-2017               | Valencia                | PD                      | 27         | 4          | CR              | 1               | 0               | -                  | -                  | -                  | -           | -           | -           | 28     | 4      |
| 2017-2018               | Valencia                | PD                      | 24         | 0          | CR              | 4               | 0               | -                  | -                  | -                  | -           | -           | -           | 28     | 0      |
| 2018-2019               | Valencia                | PD                      | 24         | 2          | CR              | 3               | 0               | UCL+UEL            | 3+5                | 0                  |             |             |             | 35     | 2      |
| 2019-2020               | Valencia                | PD                      | 17         | 0          | CR              | 0               | 0               | UCL                | 5                  | 0                  | SS          | 1           | 0           | 23     | 0      |
| Totale Valencia         | Totale Valencia         | Totale Valencia         | 92         | 6          |                 | 8               | 0               |                    | 13                 | 0                  |             | 1           | 0           | 114    | 6      |
| Totale carriera         | Totale carriera         | Totale carriera         | 329        | 33         |                 | 40              | 2               |                    | 81                 | 3                  |             | 2           | 0           | 452    | 38     |

### Cronologia presenze e reti in Nazionale
| Cronologia completa delle presenze e delle reti in nazionale ― Argentina | Cronologia completa delle presenze e delle reti in nazionale ― Argentina | Cronologia completa delle presenze e delle reti in nazionale ― Argentina | Cronologia completa delle presenze e delle reti in nazionale ― Argentina | Cronologia completa delle presenze e delle reti in nazionale ― Argentina | Cronologia completa delle presenze e delle reti in nazionale ― Argentina | Cronologia completa delle presenze e delle reti in nazionale ― Argentina | Cronologia completa delle presenze e delle reti in nazionale ― Argentina |
| Data                                                                     | Città                                                                    | In casa                                                                  | Risultato                                                                | Ospiti                                                                   | Competizione                                                             | Reti                                                                     | Note                                                                     |
| ------------------------------------------------------------------------ | ------------------------------------------------------------------------ | ------------------------------------------------------------------------ | ------------------------------------------------------------------------ | ------------------------------------------------------------------------ | ------------------------------------------------------------------------ | ------------------------------------------------------------------------ | ------------------------------------------------------------------------ |
| 22-8-2007                                                                | Oslo                                                                     | Norvegia                                                                 | 2 – 1                                                                    | Argentina                                                                | Amichevole                                                               | -                                                                        | 61’                                                                      |
| 29-3-2011                                                                | San José                                                                 | Costa Rica                                                               | 0 – 0                                                                    | Argentina                                                                | Amichevole                                                               | -                                                                        |                                                                          |
| 1-6-2011                                                                 | Abuja                                                                    | Nigeria                                                                  | 4 – 1                                                                    | Argentina                                                                | Amichevole                                                               | -                                                                        | 64’                                                                      |
| 29-2-2012                                                                | Berna                                                                    | Svizzera                                                                 | 1 – 3                                                                    | Argentina                                                                | Amichevole                                                               | -                                                                        |                                                                          |
| 2-6-2012                                                                 | Buenos Aires                                                             | Argentina                                                                | 4 – 0                                                                    | Ecuador                                                                  | Qual. Mondiali 2014                                                      | -                                                                        |                                                                          |
| 9-6-2012                                                                 | East Rutherford                                                          | Argentina                                                                | 4 – 3                                                                    | Brasile                                                                  | Amichevole                                                               | -                                                                        |                                                                          |
| 15-8-2012                                                                | Francoforte                                                              | Germania                                                                 | 1 – 3                                                                    | Argentina                                                                | Amichevole                                                               | -                                                                        |                                                                          |
| 7-9-2012                                                                 | Córdoba                                                                  | Argentina                                                                | 3 – 1                                                                    | Paraguay                                                                 | Qual. Mondiali 2014                                                      | -                                                                        |                                                                          |
| 11-9-2012                                                                | Lima                                                                     | Perù                                                                     | 1 – 1                                                                    | Argentina                                                                | Qual. Mondiali 2014                                                      | -                                                                        |                                                                          |
| 12-10-2012                                                               | Mendoza                                                                  | Argentina                                                                | 3 – 0                                                                    | Uruguay                                                                  | Qual. Mondiali 2014                                                      | -                                                                        |                                                                          |
| 16-10-2012                                                               | Santiago del Cile                                                        | Cile                                                                     | 1 – 2                                                                    | Argentina                                                                | Qual. Mondiali 2014                                                      | -                                                                        |                                                                          |
| 6-2-2013                                                                 | Solna                                                                    | Svezia                                                                   | 2 – 3                                                                    | Argentina                                                                | Amichevole                                                               | -                                                                        | 87’                                                                      |
| 22-3-2013                                                                | Buenos Aires                                                             | Argentina                                                                | 3 – 0                                                                    | Venezuela                                                                | Qual. Mondiali 2014                                                      | -                                                                        |                                                                          |
| 7-6-2013                                                                 | Buenos Aires                                                             | Argentina                                                                | 0 – 0                                                                    | Colombia                                                                 | Qual. Mondiali 2014                                                      | -                                                                        | 70’                                                                      |
| 11-6-2013                                                                | Quito                                                                    | Ecuador                                                                  | 1 – 1                                                                    | Argentina                                                                | Qual. Mondiali 2014                                                      | -                                                                        | 68’                                                                      |
| 14-8-2013                                                                | Roma                                                                     | Italia                                                                   | 1 – 2                                                                    | Argentina                                                                | Amichevole                                                               | -                                                                        | 72’                                                                      |
| 11-10-2013                                                               | Buenos Aires                                                             | Argentina                                                                | 3 – 1                                                                    | Perù                                                                     | Qual. Mondiali 2014                                                      | -                                                                        |                                                                          |
| 15-11-2013                                                               | East Rutherford                                                          | Ecuador                                                                  | 0 – 0                                                                    | Argentina                                                                | Amichevole                                                               | -                                                                        |                                                                          |
| 15-6-2014                                                                | Rio De Janeiro                                                           | Argentina                                                                | 2 – 1                                                                    | Bosnia ed Erzegovina                                                     | Mondiali 2014 - 1º turno                                                 | -                                                                        |                                                                          |
| 21-6-2014                                                                | Belo Horizonte                                                           | Argentina                                                                | 1 – 0                                                                    | Iran                                                                     | Mondiali 2014 - 1º turno                                                 | -                                                                        |                                                                          |
| 25-6-2014                                                                | Porto Alegre                                                             | Nigeria                                                                  | 2 – 3                                                                    | Argentina                                                                | Mondiali 2014 - 1º turno                                                 | -                                                                        |                                                                          |
| 1-7-2014                                                                 | San Paolo                                                                | Argentina                                                                | 1 – 0                                                                    | Svizzera                                                                 | Mondiali 2014 - Ottavi di finale                                         | -                                                                        |                                                                          |
| 5-7-2014                                                                 | Brasilia                                                                 | Argentina                                                                | 1 – 0                                                                    | Belgio                                                                   | Mondiali 2014 - Quarti di finale                                         | -                                                                        |                                                                          |
| 9-7-2014                                                                 | San Paolo                                                                | Paesi Bassi                                                              | 0 – 0 dts (2 - 4 dtr)                                                    | Argentina                                                                | Mondiali 2014 - Semifinale                                               | -                                                                        |                                                                          |
| 13-7-2014                                                                | Rio de Janeiro                                                           | Germania                                                                 | 1 – 0 dts                                                                | Argentina                                                                | Mondiali 2014 - Finale                                                   | -                                                                        |                                                                          |
| 31-3-2015                                                                | East Rutherford                                                          | Argentina                                                                | 2 – 1                                                                    | Ecuador                                                                  | Amichevole                                                               | -                                                                        |                                                                          |
| 6-6-2015                                                                 | San Juan                                                                 | Argentina                                                                | 5 – 0                                                                    | Bolivia                                                                  | Amichevole                                                               | -                                                                        |                                                                          |
| 13-6-2015                                                                | La Serena                                                                | Argentina                                                                | 2 – 2                                                                    | Paraguay                                                                 | Coppa America 2015 - 1º turno                                            | -                                                                        |                                                                          |
| 16-6-2015                                                                | La Serena                                                                | Argentina                                                                | 1 – 0                                                                    | Uruguay                                                                  | Coppa America 2015 - 1º turno                                            | -                                                                        |                                                                          |
| 20-6-2015                                                                | Viña del Mar                                                             | Argentina                                                                | 1 – 0                                                                    | Giamaica                                                                 | Coppa America 2015 - 1º turno                                            | -                                                                        |                                                                          |
| 26-6-2015                                                                | Viña del Mar                                                             | Argentina                                                                | 0 – 0 (5 – 4 dtr)                                                        | Colombia                                                                 | Coppa America 2015 - Quarti di finale                                    | -                                                                        |                                                                          |
| 9-10-2015                                                                | Buenos Aires                                                             | Argentina                                                                | 0 – 2                                                                    | Ecuador                                                                  | Qual. Mondiali 2018                                                      | -                                                                        |                                                                          |
| Totale                                                                   |                                                                          | Presenze                                                                 | 32                                                                       |                                                                          | Reti                                                                     | 0                                                                        |                                                                          |

## Palmarès

### Club
- Campionato argentino: 1

Newell's Old Boys: 2004-2005 (apertura)
- Coppa di Spagna: 2

Real Madrid: 2010-2011
Valencia: 2018-2019
- Campionato portoghese: 1

Benfica: 2013-2014
- Coppa di Portogallo: 1

Benfica: 2013-2014
- Coppa di Lega portoghese: 2

Benfica: 2011-2012, 2013-2014
- Campionato russo: 1

Zenit: 2014-2015
- Supercoppa di Russia: 2

Zenit: 2015, 2016
- Coppa di Russia: 1

Zenit: 2015-2016

### Nazionale
- Campionato mondiale Under-20: 1

2005
- Oro olimpico: 1

2008

### Individuale
- Squadra della stagione della UEFA Europa League: 1

2013-2014